# Younger (Fernsehserie)
Younger  ist eine US-amerikanische Fernsehserie, die von 2015 bis 2019 zunächst auf dem Sender TV Land ausgestrahlt wurde. Die siebte und letzte Staffel der Serie wurde auf Paramount+ gezeigt. Die Serie handelt von Liza Miller, einer anfangs 40-jährigen alleinerziehenden Mutter, die, als sie für jünger gehalten wird, beschließt, ihre Karriere und ihr Liebesleben als 26-Jährige wieder in Schwung zu bringen.

## Inhalt
Nach der Trennung von ihrem Ehemann muss Liza Miller gezwungenermaßen wieder anfangen zu arbeiten, nachdem sie in den letzten 20 Jahren Hausfrau und Mutter war. Ihre Tochter Caitlin besucht nun das College und bereist die Welt. Liza muss jedoch schmerzlich feststellen, dass eine 40-jährige Frau, die in den letzten Jahren nicht gearbeitet hat, praktisch keine Chancen auf dem Arbeitsmarkt im Verlagswesen hat.
Um Liza auf andere Gedanken zu bringen, nimmt ihre Freundin Maggie, eine lesbische Künstlerin, sie mit in eine Bar. Dort lernt sie Josh kennen, einen 26-jährigen Mann, der jedoch denkt, Liza sei im selben Alter wie er. Das bringt Maggie dazu, Liza dazu zu überreden, sich auf dem Arbeitsmarkt als 26-jährige auszugeben, indem sie ihre Personalien fälscht. Tatsächlich bekommt sie einen Job als Assistentin von Diana Trout in der Redaktion von Empirical Press.
Diana ist im selben Alter wie Liza, kritisiert jedoch bei dieser ihr jugendliches Verhalten, da sie denkt, Liza sei 26. Liza freundet sich im weiteren Verlauf mit ihrer jungen Arbeitskollegin Kelsey sowie mit deren Freundin Lauren an. Mit der Zeit plagen Liza jedoch immer mehr Gewissensbisse, da sie eigentlich allen mitteilen möchte, dass sie 40 Jahre alt ist und nicht 26.

## Besetzung und Synchronisation
Die deutsche Synchronisation entsteht durch die Synchronfirma Boom Company GmbH in Starnberg.

### Hauptbesetzung
| Rolle          | Schauspieler          | Hauptrolle (Episoden) | Nebenrolle (Episoden)           | Synchronsprecher         |
| -------------- | --------------------- | --------------------- | ------------------------------- | ------------------------ |
| Liza Miller    | Sutton Foster         | 1.01–7.12             |                                 | Christine Stichler       |
| Maggie Amato   | Debi Mazar            | 1.01–7.12             |                                 | Claudia Urbschat-Mingues |
| Diana Trout    | Miriam Shor           | 1.01–6.12             | 7.01, 7.07                      | Elisabeth Günther        |
| Josh           | Nico Tortorella       | 1.01–7.12             |                                 | Johannes Raspe           |
| Kelsey Peters  | Hilary Duff           | 1.01–7.12             |                                 | Maren Rainer             |
| Charles Brooks | Peter Hermann         | 2.01–7.12             | 1.05, 1.07–1.12                 | Manfred Trilling         |
| Lauren Heller  | Molly Bernard         | 2.01–7.12             | 1.01–1.02, 1.04–1.07, 1.10–1.12 | Jacqueline Belle         |
| Zane Anders    | Charles Michael Davis | 5.01–6.12             | 4.04–4.06, 4.11–4.12, 7.01      | Andreas Thiele           |

### Nebenbesetzung
- Dan Amboyer als Thaddeus „Thad“ Steadman
- Tessa Albertson als Caitlin Miller
- Thorbjørn Harr als Anton Björnberg
- Jon Gabrus als Gabe
- Justine Lupe als Jade Winslow
- Michael Urie als Redmond
- Phoebe Dynevor als Clare
- Paul Fitzgerald als David Miller
- Jake Choi als Roman
- Laura Benanti als Quinn
- Janeane Garofalo als Cass

## Ausstrahlung
Die Fernsehserie feierte am 31. März 2015 ihre Premiere beim Sender TV Land. Aufgrund guter Einschaltquoten und Kritiken wurde die Serie nach Vollendung ihrer ersten Staffel für eine zweite verlängert. Noch vor Ausstrahlung von Staffel zwei beschloss der Sender, die Serie auch um eine dritte Staffel zu verlängern. Am 14. Juni 2016 gab der Sender bekannt, dass es eine vierte Staffel geben wird und am 20. April 2017 wurde offiziell die fünfte Staffel der Serie bestätigt. Am 4. Juni 2018 wurde die Serie um eine sechste Staffel verlängert. Ursprünglich sollte diese Staffel nicht mehr auf TV Land, sondern bei Paramount Network ausgestrahlt werden. Im April 2019 wurde dieser Schritt jedoch wieder revidiert. Im Juli 2019 wurde die Serie um eine siebte Staffel verlängert. Diese wurde ab dem 15. April 2021 auf dem Streaming-Service Paramount+ veröffentlicht.